# Шарл Дръзки
Шарл Смели (на френски: Charles le Téméraire), познат на враговете си и като Карл Страшни, роден Карл Мартен, е последният херцог на Бургундия.

## Произход и женитби
Карл е роден на 10 ноември 1433 г. в в Дижон, Франция. Син е на Филип III Добрия и Изабела Португалска (1397 – 1471), дъщеря на Жуау I, крал на Португалия.
На 19 май 1440 г., на 7-годишна възраст, в Блоа Шарл се жени за 12-годишната Катрин дьо Валоа (* 1428, † 30 юли 1446), дъщерята на френския крал Шарл VII и Мари д'Анжу. Тя обаче умира 6 години по-късно.
На 21-годишна възраст, на 30 октомври 1454 г. в Лил, Шарл се жени повторно за Изабела Бурбонска (* 1437, † 25 септември 1465, Антверпен), дъщеря на Шарл I дьо Бурбон, херцог дьо Бурбон, и Агнес Бургундска, от която се ражда и единственото му дете – Мария. След смъртта на Изабела се жени трети път на 3 юли 1468 г. в Даме за Маргарет Йоркска (* 3 май 1446, † 23 ноември 1503), дъщеря на Ричард Плантагенет, 3-ти херцог на Йорк, и сестра на крал Едуард IV.
- Съпругите на Шарл
- Катрин Френска
- Изабел дьо Бурбон
- Маргарет Йоркска

## Управление
До смъртта на баща си Шарл носи единствено титлата граф на Шароле, но след това наследява всичките му титли, включително „Велик Херцог на Запада“. По-късно става и рицар на Златното руно. Шарл се заема да разшири значително териториите на Бургундия, стремейки се да обедини разделените ѝ южни и северни владения. Така влиза в конфликт с френските крале, довел до Бургундските войни. Шарл е разгромен три пъти от френски и швейцарски войски.
- Шарл Смели, херцог на Бургундия, худ. П.П.Рубенс
- Гербовете на Шарл Дръзки, 1473 г.

### Титли
- 1433 – 5 януари 1477: граф на Шароле като Шарл I
- 15 юни 1467 – 5 януари 1477: херцог на Бургундия като Шарл I
- 15 юни 1467 – 5 януари 1477: граф на Артоа като Шарл I
- 15 юни 1467 – 5 януари 1477: пфалцграф на Бургундия като Шарл I
- 15 юни 1467 – 5 януари 1477: граф на Фландрия като Шарл II
- 15 юни 1467 – 5 януари 1477: маркграф на Намюр като Шарл I
- 15 юни 1467 – 5 януари 1477: херцог на Брабант и херцог на Лотиер (Долна Лотарингия) като Шарл I
- 15 юни 1467 – 5 януари 1477: херцог на Лимбург като Шарл I
- 15 юни 1467 – 5 януари 1477: граф на Хенегау като Шарл I
- 15 юни 1467 – 5 януари 1477: граф на Холандия и Фризия като Шарл I
- 15 юни 1467 – 5 януари 1477: граф на Зеландия като Шарл I
- 15 юни 1467 – 5 януари 1477: граф на Оксер
- 15 юни 1467 – 5 януари 1477: граф на Макон
- 15 юни 1467 – 5 януари 1477: граф на Булон
- 15 юни 1467 – 5 януари 1477: граф на Понтийо
- 15 юни 1467 – 5 януари 1477: граф на Вермандоа
- 15 юни 1467 – 5 януари 1477: херцог на Люксембург като Шарл II
- 23 февруари 1473 – 5 януари 1477: херцог на Гелдерн като Шарл I
- 1477: граф на Дом Лузинян

## Смърт при Нанси
На 5 януари 1477 година на леденените поля близо до Нанси войските на Шарл претърпяват страшно поражение, отчасти обусловено от измяната на италианския кондотиер Кампобасо, на чиято лоялност, като негов работодател, Шарл разчита, но който предпочита да помогне на своя сюзерен и негов враг Луи XI. Почти цялата бургундска войска е избита или пленена, Шарл Смели е убит. Неговото премръзнало, голо и обезобразено тяло намират няколко дни по-късно в съседната река. Главата на Шарл е разсечена от алебарда, на корема и пояса има следи от многочислени удари от копия, а лицето му е допълнително обезобразено от диви животни, така че само личният му лекар успява да го разпознае по предишни бойни белези.

### Погребение
В хора на църквата „Нотр Дам“ в Брюге, защитени с кована решетка, под разпятието от 1594 година, са погребани Шарл Смели и неговата дъщеря Мария Бургундска. Надгробията са изпълнени в стил пламтяща готика.

## Деца
- Мария Бургундска (* 13 февруари 1457, Брюксел; † 27 март 1482, Брюге), ∞ (1477) за Максимилиан I, син на Фридрих III, император на Свещената Римска империя и негов наследник.

## В изкуството
Черният Часослов на Шарл Смели е часослов, изпълнен по поръчка на Шарл Смели, който се съхранява във Виена в Австрийската национална библиотека. Един от най-добрите образци на черните часослови, които са много популярни при Бургундския двор във втората половина на XV век.